# Tancrède et Herminie
Tancrède et Herminie est un tableau de Nicolas Poussin (1594-1665) conservé au musée de l'Ermitage de Saint-Pétersbourg. Il représente une scène tirée de La Jérusalem délivrée, poème épique de Le Tasse écrit en 1581.

## Historique de l'œuvre
Tancrède et Herminie a été mentionné pour la première fois dans le catalogue de la vente de la collection du peintre Joseph Aved, après sa mort, le 24 novembre 1766, sous le titre erroné d'Angélique trouvant Médor. Il est acquis par Catherine II.
Les historiens d'art se sont interrogés sur la datation du tableau. Francastel et Mahon le datent de 1630-1631, ce qui est désormais communément admis, car ils le rapprochent du Royaume de Flore, peint par Poussin en 1631 pour le prince Valguarnera et conservé aujourd'hui à la Gemäldegalerie de Dresde.

## Expositions
Ce tableau a été exposé à Paris en 1937 pour l'exposition Chefs-d'œuvre de l'art français et à Moscou en 1955, pour l'exposition L'Art français du XVe siècle au XXe siècle, puis l'année suivante à Léningrad pour l' Exposition d'art français du XIIe siècle au XXe siècle. Il est exposé en 1960 à Paris pour l'Exposition Nicolas Poussin, puis à Bordeaux pour Les Chefs-d'œuvre de la peinture française dans les musées de l'Ermitage et de Moscou, en 1965, et en 1965-1966 pour la même exposition à Paris. 
Une variante du tableau se trouve en Angleterre, au Barber Institute of Fine Arts de Birmingham.